# Gakken EX

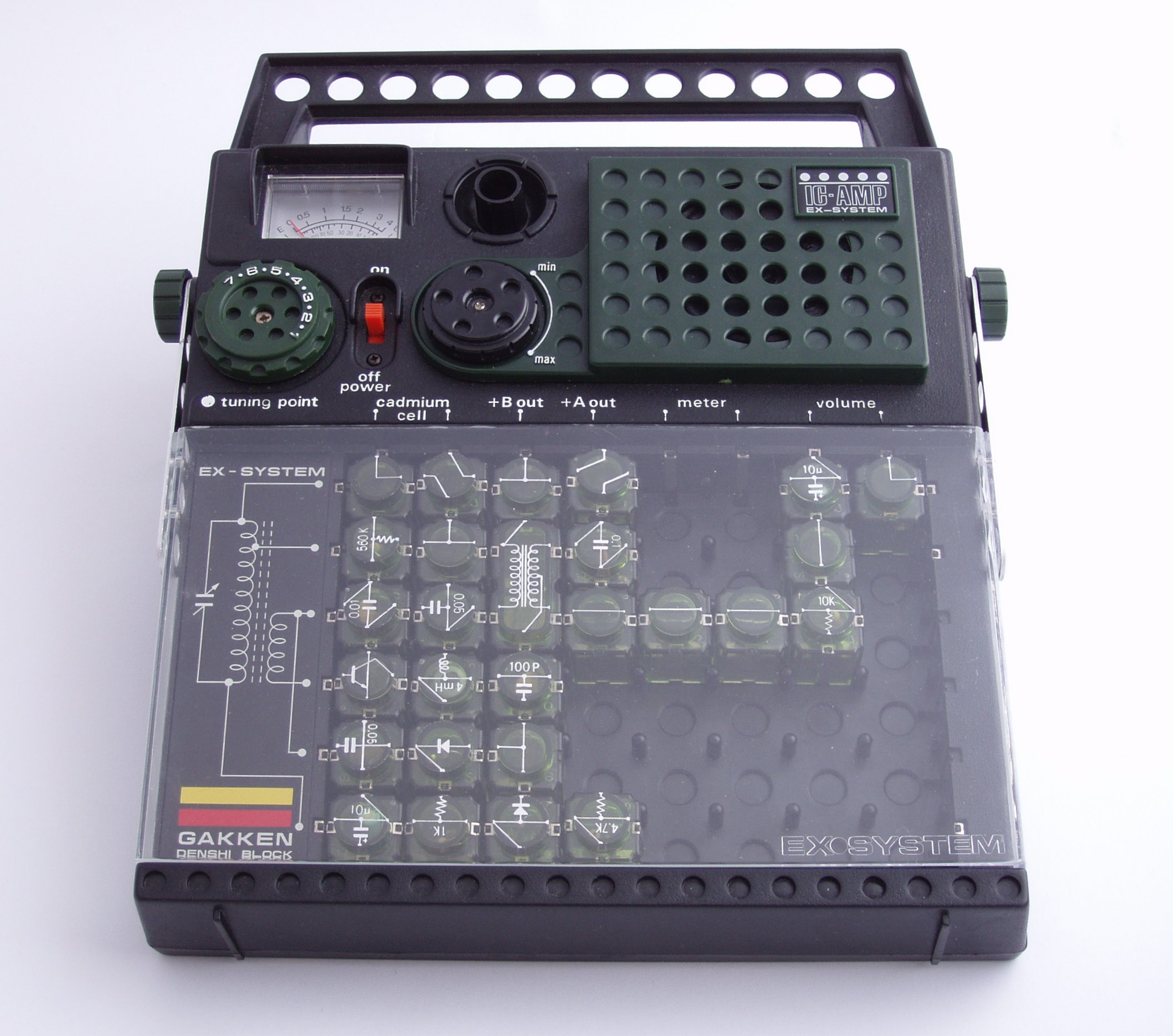
Kitul Gakken EX

Gakken EX este o serie de kituri educaționale electronice produse de către Gakken în anii 1970. Kiturile nu pot funcționa fără blocurile denshi (cunoscute și ca blocuri electronice) care permit performanță în timpul experimentelor de electronică. Totodată, acestea sunt sigure și ușor de manevrat. La peste 25 de ani de la lansarea lor pe piață, cel mai nou și important kit din serie a fost republicat în Japonia în anul 2002.

## Istorie
Cronologie pe scurt:
1972Gakken and Denshi Block Mfg. Co. Ltd. au colaborat pentru a lansa pe piață blocurile denshi sub numele Gakken.
1976A fost lansată seria EX.
1981Succesorul seriei EX, the seria FX, a fost lansată.
1986Gakken s-a oprit din producția kiturilor și blocurilor denshi.
2002EX-150 este relansat în Japonia, și este destul de apreciat pentru a justifica producția și expansiunea kitului.